# Talang Belitar
Talang Belitar is een bestuurslaag in het regentschap Rejang Lebong van de provincie Bengkulu, Indonesië. Talang Belitar telt 1121 inwoners (volkstelling 2010).